# آهن سرم
آهن سرم نام یک روش بیوشیمیایی و بالینی است که در آن سطح آهن موجود در چرخه آهن را اندازه‌گیری می نماید. یون‌های فریک در چرخه آهن به پروتئینهایی تحت عنوان ترانسفرین متصل می‌باشد. این روش برای شناخت کمبود آهن و کم خونی حاصل از آن کاربرد دارد.

## سطح آهن بدن
در مجموع حدود 3 تا 5 گرم آهن در هر فرد یافت می‌شود. که حدود 65 در صد از آن در اتصال با هموگلوبین ها، حدود 4 درصد در اتصال با میوگلوبین ها، حدود 30 درصد نیز در فریتین و هموسیدرین ذخیره شده‌است. حدود 25/0 درصد به عنوان کوفاکتور به آنزیم‌ها متصل‌اند. و در نهایت حدود 1/0 درصد نیز در پروتئین‌های ترانسفرین متصل می‌باشند. 
از طریق ارزیابی فریتین و ترانسفرین می‌توان سطح آهن بدن را تشخیص داد.
ترانسفرین پروتئینی است که در کبد ساخته شده و به صورت پروتئین غیر فعال آپوترانسفرین به جریان خون منتقل می‌شود و در خون با اتصال به دو یون فریک به پروتئین فعال ترانسفرین مبدل می‌شود. ترانسفرین مسئول انتقال آهن از سلول‌های روده به مغز استخوان که جایگاه ساخت هموگلوبین می‌باشد منتقل می‌شود.

## روش‌ها
باارزیابی فریتین یا ترانسفرین می‌توان میزان سطح آهن را تعیین نمود.